# 보헤미아 모라바 공산당
보헤미아 모라바 공산당(--共産黨, 체코어: Komunistická strana Čech a Moravy)은 체코의 좌익 정당으로, 1990년에 체코슬로바키아 공산당의 체코 지역위원회로부터 분리되어 창당되었다. 1992년 보헤미아 모라바 공산당으로 당명을 변경하면서 체코 당국에 승인, 정당으로 등록되었다. 과거 안드레이 바비시 총리의 탄핵에 반대한 정당이다.

## 이념
보헤미아 모라바 공산당의 주류는 유럽공산주의, 친유럽주의, 수정마르크스주의적 견해를 가지고 있다. 이들은 스스로를 사회민주주의자이자 민주사회주의자로 설명한다. 그러나 당내 일부 소수 당파는 자본주의 체제에 비판적이며, 구 체코슬로바키아 공산당의 이념에 동의한다.